# Zoe Jones
Zoe Jones, geschiedene Wood, getrennt lebende Wilkinson (* 14. Januar 1980 in Swindon, Vereinigtes Königreich) ist eine englische Eiskunstläuferin. Sie ist zweifache britische Meisterin (2000 und 2001) im Einzellauf. Sie erreichte das Finale bei drei ISU-Wettbewerben und war für die Olympischen Spiele 1998 qualifiziert, konnte aufgrund einer Verletzung aber nicht teilnehmen.

## Persönliches
Zoe Jones, geboren am 14. Januar 1980 in Swindon, Vereinigtes Königreich ist von Dody Wood geschieden und jetzt mit Matthew Wilkinson verheiratet. Sie ist Mutter von Zwillingsschwestern, Zarah and Zinia, geboren 2007, und einem Jungen, Zkai, geboren 2012. Sie lebte fast zehn Jahre in Kanada, bevor sie nach England zurückkehrte.

## Karriere

### Einzellauf
Jones begann im Alter von fünf Jahren im Link Centre in Swindon mit dem Eiskunstlaufen. Am Beginn ihrer Karriere war ihre Trainerin Lesley Norfolk-Pearce.
Ende 1995 nahm Jones an den Juniorenweltmeisterschaften in Brisbane, Australien teil und erreichte in Qualifikationsgruppe A den zehnten Platz und im Kurzprogramm Platz 19. Sie wurde 22. in der Kür und Gesamt. Ende 1996 bei den Juniorenweltmeisterschaften in Seoul, Südkorea wurde sie im Kurzprogramm 20., 17. in der Kür und wurde damit 18. Gesamt. Bei den Eiskunstlauf-Weltmeisterschaften 1997 schied sie als 18. der Qualifikationsgruppe B aus.
Im Oktober 1997 nahm Jones am Karl Schäfer Memorial teil, um sich für die Olympischen Spiele 1998 in Nagano, Japan zu qualifizieren. Als Sechste erlief sie einen Startplatz für Großbritannien, aber das British Olympic Association hatte höhere Qualifikationsnormen – eine bestimmte Anzahl von verschiedenen Dreifachsprüngen an den Britischen Meisterschaften. Jones riss sich die Achillessehne eine Woche vor den Britischen Meisterschaften und brauchte ein Jahr für die Genesung.
In der Saison 2000–01 gewann Jones den ersten von zwei nationalen Titeln und startete an der Europameisterschaft 2001 in Bratislava, Slowakei. Zum dritten Mal in ihrer Karriere erreichte sie das Finale, Platz sieben in der Qualifikationsgruppe A, 17. im Kurzprogramm, 19. in der Kür und Platz 17 Gesamt. Im März startet sie an der Weltmeisterschaft 2001 in Vancouver, Kanada und schied als 16. ihrer Qualifikationsgruppe aus. Sie trainierte bei Joy Sutcliffe in Ayr.
In der nächsten Saison stürzte Jones viermal in der Kür bei den Britischen Meisterschaften. Wegen vieler Fehler der anderen Teilnehmerinnen wurde sie trotzdem britische Meisterin, aber die NISA schickte sie nicht zu den Europa- und Weltmeisterschaften. Jones trat am Ende der Saison vom Wettkampfsport zurück und wurde für fast zehn Jahre Trainerin in Kanada.
2014 nahm Jones unter dem Namen Wood an der ISU Adult Figure Skating Competition teil und belegte zwei erste Plätze in Masters (Elite) Ladies I Artistic und Free Skating mit der bis dahin höchsten erreichten Punktzahl in der Kür von 71.33 Punkten. 2015 konnte sie ihren Erfolg an der Adult Figure Skating Competition wiederholen und bestritt zum letzten Mal als Zoe Wood einen Wettbewerb. Im Dezember 2015, mit 35, nahm sie als Zoe Wilkinson an den britischen Meisterschaften teil; sie gewann die Kür und wurde Gesamtzweite mit einem Rückstand von 0,09 Punkten auf Platz eins. Zuerst wurde sie zur Siegerin erklärt, bis ein Fehler festgestellt wurde.

### Paarlauf
Nach einem Versuch im April 2016 begannen Wilkinson und Christopher Boyadji mit dem Paarlaufen im Better Link Centre in Swindon. Ihr erster gemeinsamer Wettbewerb war das Ondrej Nepela Memorial, wo sie Sechste wurden. Seit 2017 startet sie wieder unter ihrem Geburtsnamen Jones.

## Programme

### Mit Boyadji
| Saison  | Kurzprogramm                    | Kür                                     |
| ------- | ------------------------------- | --------------------------------------- |
| 2016–17 | - Malagueña von Ernesto Lecuona | - Danse Macabre von Camille Saint-Saëns |

### Einzellauf
| Saison  | Kurzprogramm                                                                 | Kür                                                             |
| ------- | ---------------------------------------------------------------------------- | --------------------------------------------------------------- |
| 2001–02 | - Nessun dorma von Giacomo Puccini                                           | - The Last Emperor von Ryuichi Sakamoto, David Byrne            |
| 2000–01 | - Heart still Beating by Ottmar Liebert - Barcelona Nights by Ottmar Liebert | - The Mission von Ennio Morricone London Philharmonic Orchestra |

## Ergebnisse
GP: Grand Prix

### Mit Boyadji
| International             | International | International | International | International | International |
| Wettbewerb/Jahr           | 2016–17       | 2017–18       | 2018–19       | 2019–20       | 2020–21       |
| ------------------------- | ------------- | ------------- | ------------- | ------------- | ------------- |
| Weltmeisterschaften       | 26.           | 27.           | 17.           |               | 24.           |
| Europameisterschaften     | 14.           |               | 10.           | 12.           |               |
| GP Trophée Eric Bompard   |               | 8.            |               |               |               |
| GP Skate America          |               |               |               | 8.            |               |
| National                  |               |               |               |               |               |
| Britische Meisterschaften | 1.            | 1.            | 1.            | 1.            |               |

### Einzellauf
| International                  | International | International | International | International | International | International | International | International | International | International |
| Wettbewerb/Jahr                | 93–94         | 94–95         | 95–96         | 96–97         | 97–98         | 98–99         | 99–00         | 00–01         | 01–02         | 15–16         |
| ------------------------------ | ------------- | ------------- | ------------- | ------------- | ------------- | ------------- | ------------- | ------------- | ------------- | ------------- |
| Weltmeisterschaften            |               |               |               | 35.           |               |               |               | 31.           |               |               |
| Europameisterschaften          |               |               |               |               |               |               |               | 17.           |               |               |
| GP Skate Canada                |               |               |               |               |               | 11.           |               |               |               |               |
| Finlandia Trophy               |               |               |               |               |               |               |               |               | 13.           |               |
| Golden Spin of Zagreb          |               |               |               |               |               |               |               | 5.            | 11.           |               |
| Nebelhorn Trophy               |               | 20.           |               |               | 11.           | 9.            |               |               |               |               |
| Schäfer Memorial               |               |               |               |               | 6.            |               |               |               |               |               |
| Triglav Trophy                 |               |               |               |               |               |               |               |               |               | 4.            |
| International: Junior          |               |               |               |               |               |               |               |               |               |               |
| Juniorenweltmeisterschaften    |               |               | 22.           | 18.           |               |               |               |               |               |               |
| EYOF                           |               | 7.            |               |               |               |               |               |               |               |               |
| St. Gervais                    |               |               | 10. J         | 10. J         |               |               |               |               |               |               |
| Ukrainian Souvenir             | 5. J          |               |               |               |               |               |               |               |               |               |
| National                       |               |               |               |               |               |               |               |               |               |               |
| Britische Meisterschaften      |               | 2.            | 2.            | 2.            |               | 3.            | 2.            | 1.            | 1.            | 2.            |
| J: Junioren; WD: zurückgezogen |               |               |               |               |               |               |               |               |               |               |